# Futeau
Futeau je francouzská obec v departementu Meuse v regionu Grand Est. Žije zde 139 obyvatel.

## Poloha obce
Obec leží u hranic departementu Meuse s departementem Marne.

### Sousední obce
| Růžice kompasu |                          | Les Islettes |                     | Růžice kompasu |
| Růžice kompasu | Sainte-Menehould (Marne) | Sever        | Clermont-en-Argonne | Růžice kompasu |
| Růžice kompasu | Sainte-Menehould (Marne) | Futeau       | Clermont-en-Argonne | Růžice kompasu |
| Růžice kompasu | Sainte-Menehould (Marne) | Jih          | Clermont-en-Argonne | Růžice kompasu |
| Růžice kompasu | Châtrices (Marne)        |              | Beaulieu-en-Argonne | Růžice kompasu |